# Даниловка (Шацкий район)
Даниловка — деревня в Шацком районе Рязанской области России. Входит в состав Ольховского сельского поселения.

## География
Деревня расположена в непосредственной близости от села Шевырляй. Расстояние до районного центра — 20 км, до областного центра 170 км. Находится в 7 км к северу от федеральной автомобильной дороги М5 «Урал» М5.

## История
До 2017 года была в составе Тарадеевского сельского поселения.

## Население
| 2010 |
| ---- |
| 0    |